# Євро-5

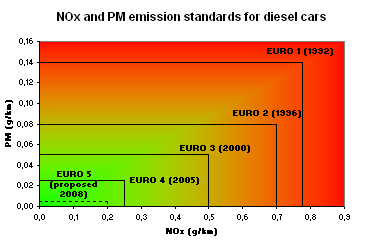
На малюнку показані обмеження які накладаються різними версіями стандарту Євро-х на дизельні автомобілі.

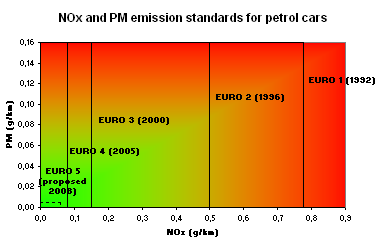
На малюнку показані обмеження які накладаються різними версіями стандарту Євро-х на бензинові автомобілі. До введення стандарту Євро-5 викиди сажі не враховувалися.

Є́вро-5 — екологічний стандарт, що регулює вміст шкідливих речовин в вихлопних газах. 
Стандарт обов'язковий для всіх нових вантажних автомобілів, що продаються в Євросоюзі з жовтня 2008 року. Для легкових автомобілів — з 1 вересня 2009 року. 
З 1 січня 2011 року стандарт введений у Фінляндії.

## Україна
З 1 січня 2016 року в Україні вимагається Євро-5 для всіх нових імпортованих з-за кордону автомобілів, автобусів, вантажівок та тракторів. Цим фактично вводиться повна заборона на ввезення автобусів, вантажівок та тракторів, що виготовлені раніше 2008/2009 року (або обов'язкове переобладнання двигуна під чинний еко-стандарт), оскільки реально екологічний стандарт Євро-5 в країнах Євросоюзу та США почав діяти в 2009 році, і відповідно, автовиробники почали випуск автомобілів з Євро-5 після 2009 року. На вживані легкові автомобілі, що ввозяться для вільного обігу на територію України чинний стандарт Євро-2.